# Bristol City FC
Bristol City FC is een van de twee profvoetbalclubs uit het Engelse Bristol (Bristol Rovers is de andere). De club werd opgericht in 1897, toen Bristol South End FC professioneel werd en zijn naam veranderde in Bristol City. In 1900 fuseerde de club met Bedminster FC dat in 1887 gesticht werd. In 1901 traden ze toe tot de Football League, vijf jaar later werden ze kampioen in de Second Division en in hun eerste jaar in de hoogste divisie werden ze meteen vicekampioen. Deze prestatie konden ze echter niet herhalen en in 1911 degradeerde de club, het zou 65 jaar duren vooraleer ze terugkeerden op het hoogste niveau.
Tijdens de jaren twintig was de club een liftploeg tussen tweede en derde klasse, in de jaren dertig verzeilde Bristol City vast in de derde klasse en bleef daar tot na de Tweede Wereldoorlog. In de jaren vijftig wist de club terug te keren naar de tweede klasse voor een periode van vijf jaar. In 1965 keerde Bristol City voor een langer verblijf terug naar de tweede klasse en in 1976 bereikte de club weer de hoogste klasse, nadat het team vicekampioen was geworden in de tweede klasse.
Ze verbleven twee seizoenen in de First Division, met een 13de plaats als beste eindstand. In 1980 degradeerde de club opnieuw. De club kwam deze slag niet te boven en moest in het seizoen 1980-1981 ook de rol in de tweede klasse lossen, het ging zelfs van kwaad naar erger toen ze zelfs in de Third Division faalden en naar de Fourth Division zakten. De club ging failliet maar werd overgenomen, na twee jaar keerden ze terug naar derde. De laatste jaren speelde de club ook in de derde klasse, inmiddels League One genoemd.
Na het seizoen 2006/07 promoveerde de club terug naar het Championship. Daar deed de club het uitstekend en streed heel lang mee om een rechtstreeks promotieticket naar de Premier League. Uiteindelijk werd de club vierde en nam deel aan de play-offs waar het Crystal Palace uitschakelde. In de finale moest de club echter afleggen tegen Hull City.
Na een degradatie in 2013 eindigde Bristol City in het seizoen 2014/15 als eerste in de League One, waardoor de club rechtstreeks promoveerde naar het Championship. In 2015 werd ook de Football League Trophy gewonnen.
In het seizoen 2017/18 wist Bristol City door te dringen tot de halve finale van de strijd om de Football League Cup. Manchester City, de ongenaakbare koploper op dat moment in de Premier League, moest eraan te pas komen om de formatie van trainer-coach Lee Johnson een halt toe te roepen. Na de 2-1 thuiszege waren de Citizens ook in de return van de halve finales te sterk voor de Robins: 3-2. Bristol, op dat moment vijfde in het Championship, had op weg naar de halve eindstrijd gestunt door Watford, Stoke City, Crystal Palace en Manchester United uit te schakelen. De club hoopte voor het eerst sinds 1909 (FA Cup) een finale te bereiken.

## Erelijst
- Football League One

2015
- Football League Third Division South

1955
- Football League Trophy

1986, 2003, 2015

## Eindklasseringen vanaf 1946/47
- 1947 3e
Third Division North / South
- 1948 7e
Third Division North / South
- 1949 16e
Third Division North / South
- 1950 15e
Third Division North / South
- 1951 10e
Third Division North / South
- 1952 15e
Third Division North / South
- 1953 5e
Third Division North / South
- 1954 3e
Third Division North / South
- 1955 1e
Third Division North / South
- 1956 11e
Second Division
- 1957 13e
Second Division
- 1958 17e
Second Division
- 1959 10e
Second Division
- 1960 22e
Second Division
- 1961 14e
Third Division
- 1962 6e
Third Division
- 1963 14e
Third Division
- 1964 5e
Third Division
- 1965 2e
Third Division
- 1966 5e
Second Division
- 1967 15e
Second Division
- 1968 19e
Second Division
- 1969 16e
Second Division
- 1970 14e
Second Division
- 1971 19e
Second Division
- 1972 8e
Second Division
- 1973 5e
Second Division
- 1974 16e
Second Division
- 1975 5e
Second Division
- 1976 2e
Second Division
- 1977 19e
First Division
- 1978 17e
First Division
- 1979 13e
First Division
- 1980 20e
First Division
- 1981 21e
Second Division
- 1982 23e
Third Division
- 1983 14e
Fourth Division
- 1984 4e
Fourth Division
- 1985 5e
Third Division
- 1986 9e
Third Division
- 1987 6e
Third Division
- 1988 5e
Third Division
- 1989 11e
Third Division
- 1990 2e
Third Division
- 1991 9e
Second Division
- 1992 14e
Second Division
- 1993 15e
First Division
- 1994 13e
First Division
- 1995 23e
First Division
- 1996 13e
Second Division
- 1997 5e
Second Division
- 1998 2e
Second Division
- 1999 24e
First Division
- 2000 9e
Second Division
- 2001 7e
Second Division
- 2002 9e
Second Division
- 2003 3e
Second Division
- 2004 3e
Second Division
- 2005 7e
League One
- 2006 9e
League One
- 2007 2e
League One
- 2008 4e
Championship
- 2009 10e
Championship
- 2010 10e
Championship
- 2011 15e
Championship
- 2012 20e
Championship
- 2013 24e
Championship
- 2014 12e
League One
- 2015 1e
League One
- 2016 18e
Championship
- 2017 17e
Championship
- 2018 11e
Championship
- 2019 8e
Championship
- 2020 12e
Championship
- 2021 19e
Championship
- 2022 17e
Championship
- 2023 14e
Championship
- 2024 9e
Championship
- 2025 6e
Championship

- First Division
- Second Division
- Third Division
- Fourth Division
- Championship
- League One

ⓘ In 1992 invoering van de Premier League en opheffing van de Fourth Division; in 2004 opheffing van de First, Second en Third Division.

## Bekende (oud-)spelers

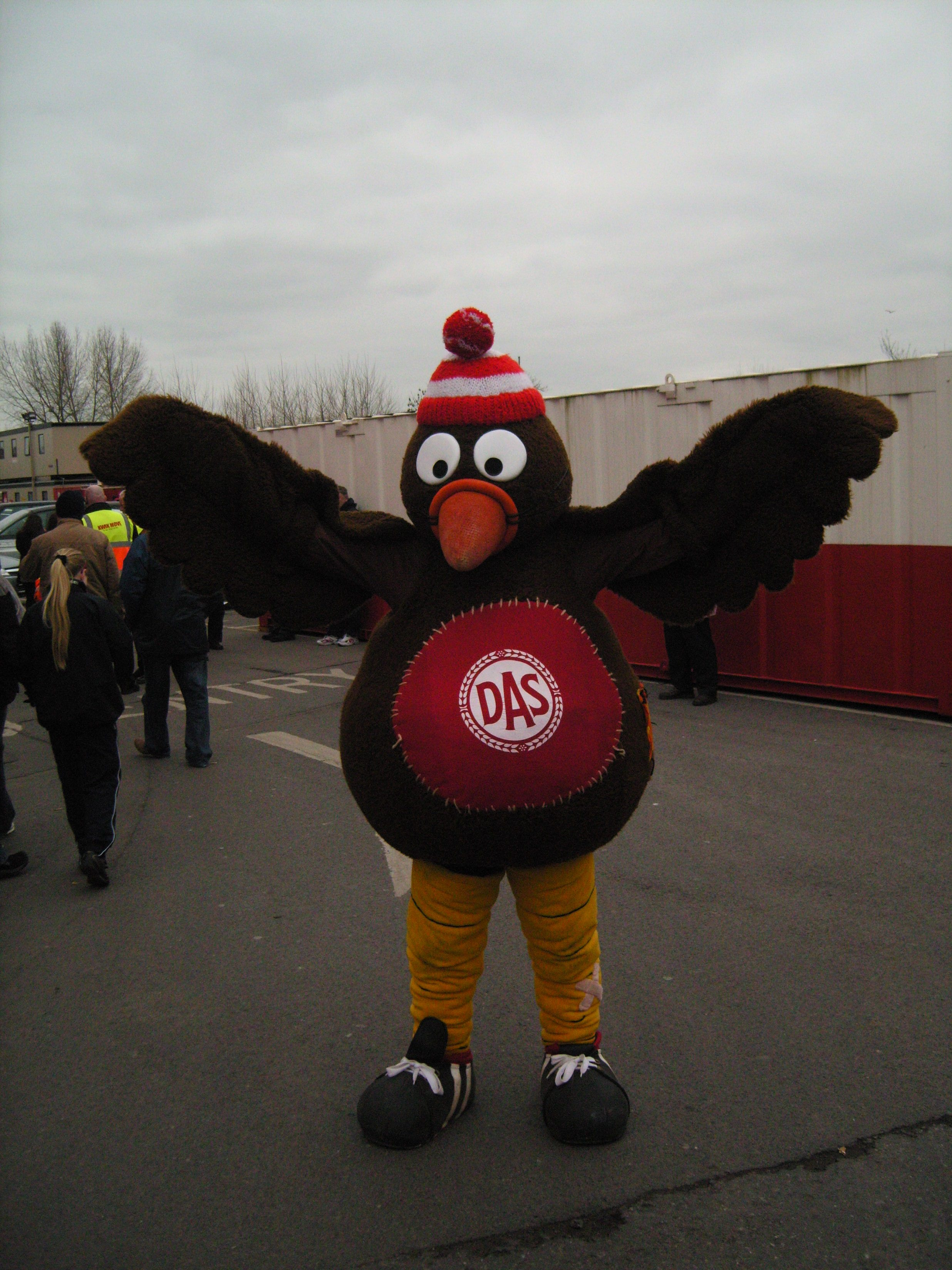
Mascotte Scrumpy

- Luke Ayling
- Matthew Bates
- Gus Caesar
- Andy Cole
- Terry Cooper
- Sieb Dijkstra
- Dariusz 'Jacki' Dziekanowski
- Ade Akinbiyi
- Shaun Goater
- Gerry Gow
- Vegard Hansen
- Norman Hunter
- Niki Mäenpää
- Steve McClaren
- Geert Meijer
- David Moyes
- Jason Roberts
- Evander Sno
- Marcus Stewart
- Brian Tinnion
- Lee Trundle
- Billy Wedlock
- Luke Wilkshire
- Clemens Zwijnenberg
- Yannick Bolasie

## Trainer-coaches
- Benny Lennartsson (1998–1999)
- Derek McInnes (2011–2013)